# ثنائيات المصراع
ثنائيات المصراع (الاسم العلمي: Bivalvulida) هي رتبة من المواخط تتبع طائفة مخاطيات الأبواغ.

## رتيبات
- عريضات الأبواغ (الاسم العلمي:Platysporina)
  - فصيلة الميخوطية
- مخاطيات كروية(الاسم العلمي:Sphaeromyxina)
- متغيرات الأبواغ (الاسم العلمي:Variisporina)